# يوهان ويلهلم باير
يوهان ويلهلم باير (بالألمانية: Johann Wilhelm Beyer)‏ هو رسام ألماني، ولد في 27 ديسمبر 1725 في غوتا في ألمانيا، وتوفي في 23 مارس 1796 في Hietzing ‏ في النمسا.